# Sanaag

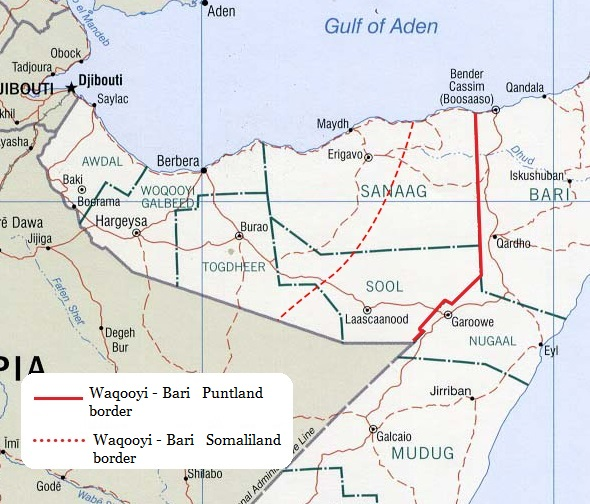
Área de Sanaag em disputa entre Somalilândia e Khatumo / Puntlândia. A partir de 1 de julho de 2007, parte dos territórios em disputa passaram a ser controlado pelo recém auto-declarado autônomo estado de Maakhir.

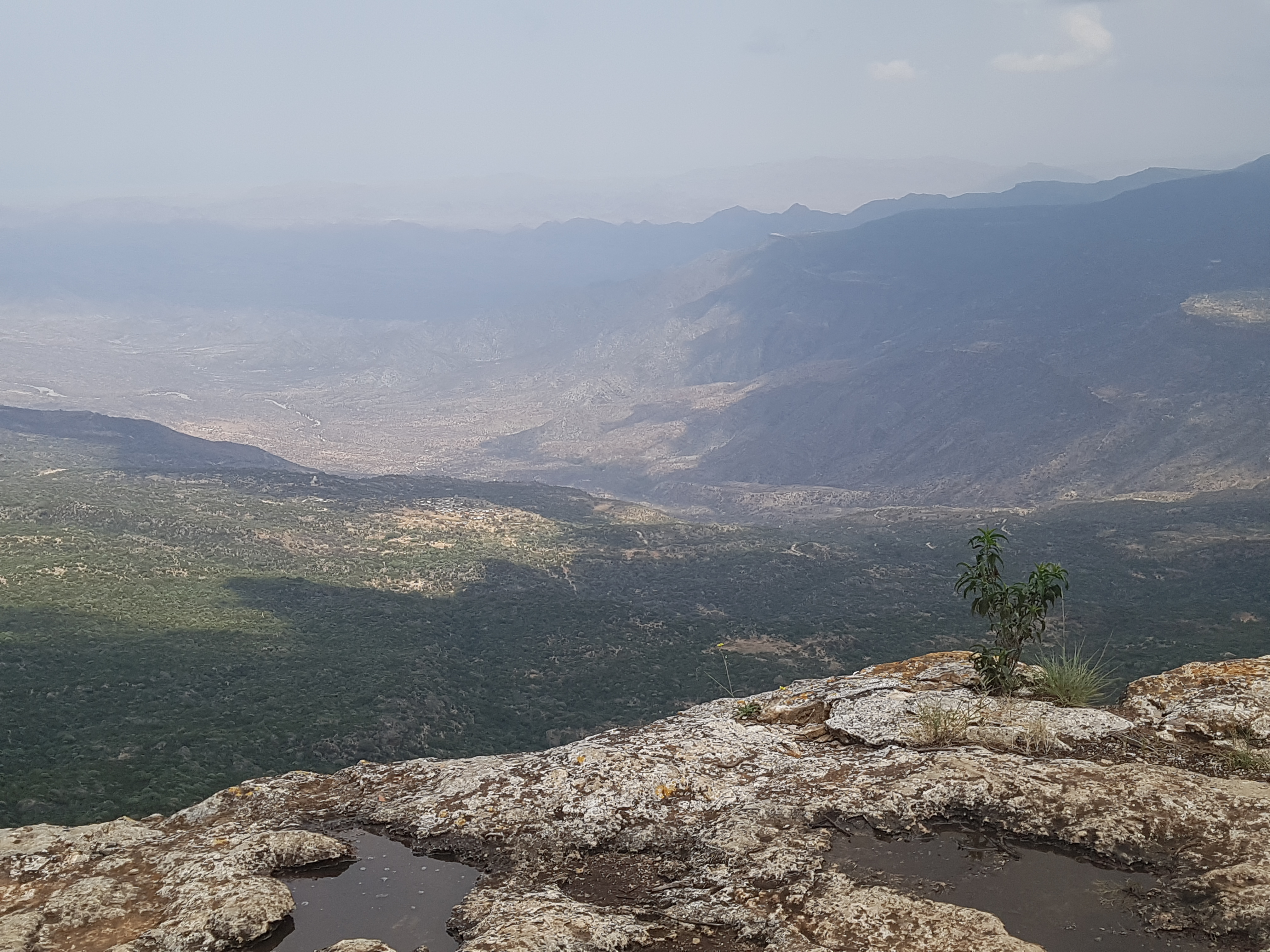
Montanha Daallo, Sanaag

Sanaag ou Sanāg era uma região da Somália, com capital na cidade de Erigavo. Em 1991, a região passou a pertencer a Khatumo. A partir de 1998, a parte oriental da região passou a ser disputada por Somalilândia e Puntlândia. A partir de meados de 2007, surgiu no território disputado por Somalilândia e Puntlândia, o estado autônomo de Maakhir, que atualmente controla a parte oriental de Sanaag e de sua capital, Erigavo.
Acredita-se que o antigo reino da rainha Arawelo tenha ocorrido nessa região no século I.
A Khatumo e Somalilândia controla 80% do Sanaag, conforme mostrado no mapa abaixo
|  |

## História
Em 1991, durante a Guerra Civil Somali, Sanaag passou a fazer parte da parte da República da Somalilândia, auto-proclamada independente neste ano, porém, não reconhecida pela Somália e internacionalmente. 
A partir de 1998, ano que Puntlândia se auto-declarou estado autônomo, a parte oriental de Sanaag, na fronteira entre Somalilândia e Puntland, passou a ser revindicada por Puntland como parte de seu território. 
Em 1 de julho de 2007, em resposta as seguidas reivindicações e conflitos entre Somalilândia e Puntlândia sobre a área oriental de Sanaag, surgiu na área em disputa o auto-proclamado autônomo estado de Maakhir, que passou a controlar a metade oriental de Sanaag desde a cidade de Erigavo, bem como a metade oriental também desta cidade.